# Келлауэй, Сесил
Сесил Лористон Келлауэй (англ. Cecil Lauriston Kellaway; 22 августа 1890 — 28 февраля 1973) — британский характерный актёр.

## Биография
Сесил Келлауэй родился в Кейптауне, Южная Африка. С детства, к недовольству родителей, проявлял интерес к актёрскому ремеслу. Получил образование в Южной Африке и Англии. В начале 1920-х годов он поселяется в Австралии, где становится популярным комиком.
Известность к актёру пришла после роли в картине «Так не поступают» (1937), после чего он заключает контракт с киностудией «RKO Pictures». В 1938 году Келлауэй снялся в австралийском фильме «Мистер Чедворт выходит». После актёр отправился в Голливуд, где долгие годы играл только второстепенных персонажей. Наиболее значимыми были «Грозовой перевал» (1939), «Дом о семи фронтонах» (1940), «Письмо» (1940), «Китти» (1945), «Любовные письма» (1945), «Почтальон всегда звонит дважды» (1946), «Харви» (1950), «Тише, тише, милая Шарлотта» (1964) и «Угадай, кто придёт к обеду?» (1967).
Актёр был дважды номинирован на премию «Оскар» за фильмы «Удача ирландца» (1948) и «Угадай, кто придёт к обеду?». В 1959 году Келлауэй появился в эпизоде телесериала «Перри Мейсон», а в 1961 году в телесериале «Сыромятная плеть».
Сесил Келлауэй умер после продолжительной болезни 28 февраля 1973 года. Он был похоронен на Вествудском кладбище.

## Фильмография
- Грозовой перевал (1939)
- Интермеццо (1939)
- Возвращение человека-невидимки (1940)
- Рука мумии (1940)
- Письмо (1940)
- Дом о семи фронтонах (1940)
- Город Нью-Йорк (1941)
- Я женился на ведьме (1942)
- Вечность и один день (1943)
- Почтальон всегда звонит дважды (1946)
- Непобеждённый (1947)
- Жанна д’Арк (1948)
- Харви (1950)
- Ким (1950)
- Малышка Бесс (1953)
- Чудовище с глубины 20 000 саженей (1953)
- Тише, тише, милая Шарлотта (1964)
- Выходные в Калифорнии (1966)
- Угадай, кто придёт к обеду? (1967)